# 시바파
시바파(산스크리트어: शैव पंथ, śaiva paṁtha, 영어: Shaivism) 또는 시바교는 시바를 최고신(最高神)으로 숭배하는 힌두교 종파이다. 시바파는 비슈누파(Vaishnavism) · 삭티파(Shaktism) · 스마르타파(Smartism)와 더불어 힌두교의 주요 네 종파들 중의 하나로, 이들 중에서 가장 오랜 종파이다. 여기서 종파는 신상을 예배하는 등의 종교적인 성격을 띠는 힌두교 분파를 뜻하는 것으로 힌두교 철학 학파와는 구별할 필요가 있다.
시바파의 신자들을 시바교인 또는 시바교도라고 하는데, 영어로는 "Shaivas" · "Saivas" 또는 "Saivites"라고 표기한다. 시바교인들은 시바가 전체 존재(All)라고 믿는다. 즉 시바는 존재하는 모든 것들의 창조자 · 유지자 · 파괴자(참고: 트리무르티)이며 또한 이들을 드러내는 자이며 그리고 숨기는 자이다. 시바교는 주로 인도 · 네팔 · 스리랑카 전역에서 믿어지고 있다. 기타 주요 지역은 동남아시아의 일부 지역들인데, 특히 말레이시아 · 싱가포르 · 인도네시아에 시바교의 신자들이 있다.

## 역사
시바파의 초기 역사를 결정하는 것은 매우 어렵다 《슈베타슈바타라 우파니샤드(Śvetāśvatara Upanishad)》(400~200 BC)는 시바파의 철학을 체계적으로 설명하고 있는 최초의 문헌이다. 갤빈 플러드는 다음과 같이 《슈베타슈바타라 우파니샤드》에 대해 설명하고 있다:
(《슈베타슈바타라 우파니샤드》는) ... 루드라(Rudra)를 지고한 존재, 즉 우주를 초월해 있지만 또한 동시에 여전히 우주 속에서 제반 우주적인 작용들을 운행하고 있는 우주의 주님(산스크리트어: Īśa 이샤, 영어: Lord)으로 격상시키고 있다. 루드라의 우주의 주님으로서의 지위는 후대의 전통들에서 시바(Śiva)가 우주의 주님으로서의 지위를 가진 것과 동일하다.

굽타 제국 시대(320?~500) 동안 푸라나를 기반으로 한 힌두교 신앙이 발달하였으며 시바파가 급속히 확산되었는데, 이 결과 최종적으로 인도 아대륙 전역으로 시바파가 퍼졌다. 이러한 확산에는 푸라나에 담긴 이야기들을 노래로 만든 작곡가들과 또 이들을 노래한 가수들이 큰 역할을 하였다.

## 같이 보기
- 힌두교 종파

## 참고 문헌
- Bhandarkar, Ramakrishna Gopal (1913). 《Vaisnavism, Śaivism, and Minor Religious Systems》. New Delhi: Asian Educational Services. ISBN 81-206-0122-X. Third AES reprint edition, 1995.
- Bhattacharyya (Editor), Haridas (1956). 《The Cultural Heritage of India》. Calcutta: The Ramakrishna Mission Institute of Culture. Four volumes.
- Chakravarti, Mahadev (1994). 《The Concept of Rudra-Śiva Through The Ages》 Seco Revis판. Delhi: Motilal Banarsidass. ISBN 81-208-0053-2.
- Flood, Gavin (1996). 《An Introduction to Hinduism》. Cambridge: Cambridge University Press. ISBN 0-521-43878-0.
- Flood, Gavin (Editor) (2003). 《The Blackwell Companion to Hinduism》. Malden, MA: Blackwell Publishing Ltd. ISBN 1-4051-3251-5.
- Keay, John (2000). 《India: A History》. New York: Grove Press. ISBN 0-8021-3797-0.
- Tattwananda, Swami (1984). 《Vaisnava Sects, Saiva Sects, Mother Worship》 Fir Revis판. Calcutta: Firma KLM Private Ltd.